# Saint-Victor-sur-Avre
Saint-Victor-sur-Avre är en kommun i departementet Eure i regionen Normandie i norra Frankrike. Kommunen ligger i kantonen Verneuil-sur-Avre som tillhör arrondissementet Évreux. År 2022 hade Saint-Victor-sur-Avre 56 invånare.

## Befolkningsutveckling
Antalet invånare i kommunen Saint-Victor-sur-Avre
Referens:INSEE